# Baie de Matanzas (Floride)
Pour les articles homonymes, voir Baie de Matanzas.

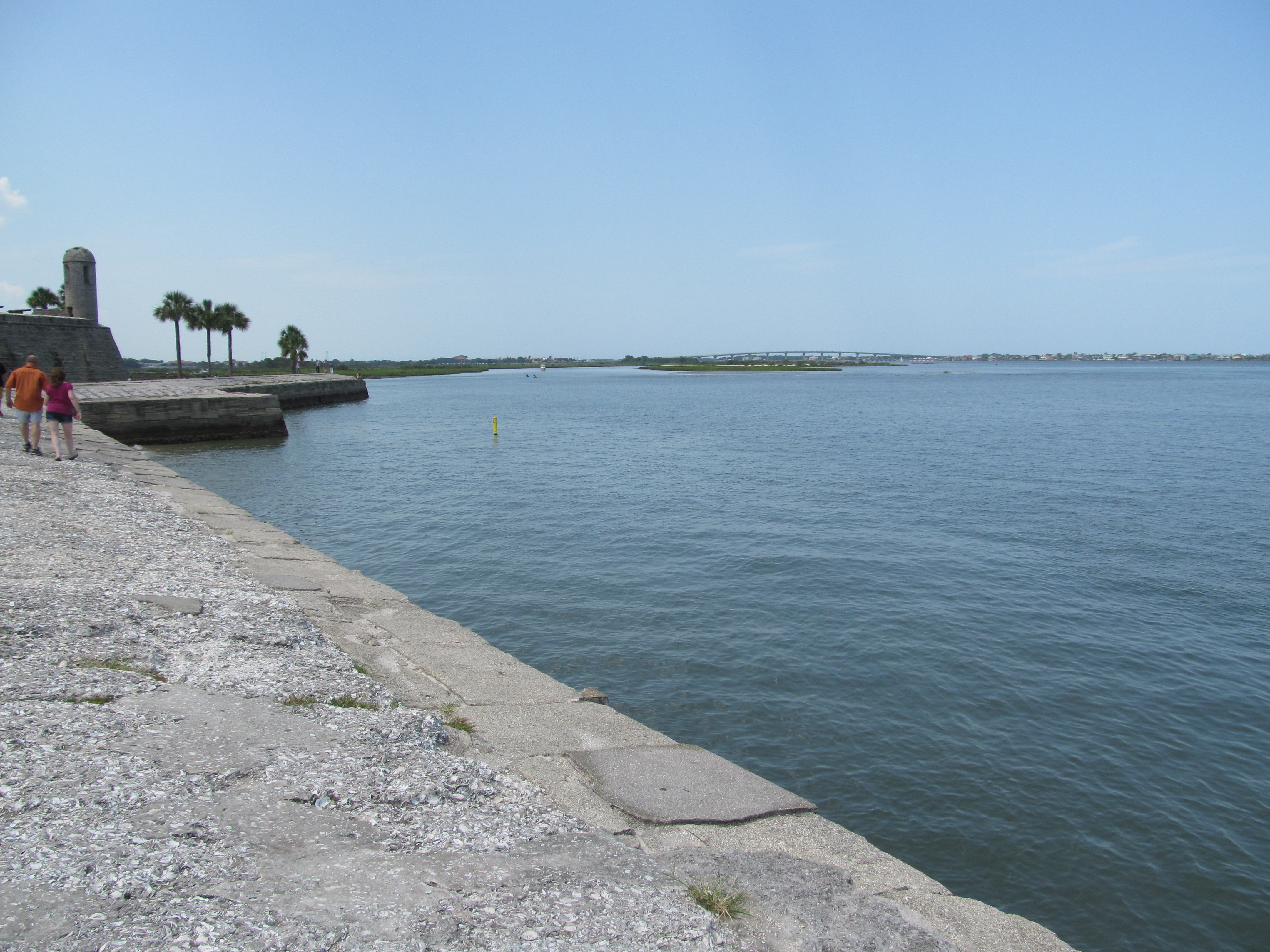
Vue de la baie de Matanzas depuis le monument national de Castillo de San Marcos.

La baie de Matanzas est une baie de Floride, aux États-Unis, donnant sur l'océan Atlantique. Elle abrite la ville de Saint Augustine.